# Ronald L. Phillips
Ronald L. Phillips (* 1. Januar 1940 in Huntington County, Indiana; † 25. August 2023) war ein US-amerikanischer Biologe und Biotechnologe. Ihm gelang die erste vollständige In-vitro-Vermehrung von Maispflanzen aus Zellkulturen, „eine bahnbrechende Entdeckung, die zur Entwicklung von gentechnisch veränderten Pflanzen führte.“

## Leben
Ronald Phillips wuchs auf einer Farm im Nordosten der USA auf und erwarb die beiden ersten Studienabschlüsse (Bachelor und Master) an der Purdue University in Indiana. Es folgten eine Doktorarbeit an der University of Minnesota (1966) und ein Postdoc-Aufenthalt an der Cornell University in New York. 1967 ging er zurück an die University of Minnesota und forschte und lehrte dort am Fachbereich Agrarwissenschaften und Pflanzengenetik. An dieser Universität blieb er die folgenden 42 Jahre, bis er im Alter von 70 Jahren von seiner Professur zurückzog. Zuletzt war er Direktor des Zentrums für Mikroben- und Pflanzengenomik (Center for Microbial and Plant Genomics).

## Forschung
Mais war in den 1960er-Jahren, als Phillips’ wissenschaftliche Karriere begann, sowohl wegen seiner weltweiten Bedeutung als Nahrungsmittel als auch wegen einer biologischen Besonderheit ein Modellorganismus der Pflanzengenetik: Man kann seine Chromosomen während der meiotischen Prophase deutlich beobachten. Aus dem Ziel, die Abläufe während der Zellteilung zu verstehen, ging letztlich 1975 in Zusammenarbeit mit Ed Green, einem Postdoc, die Fachveröffentlichung Plant Regeneration from Tissue Cultures of Maize („Pflanzenregeneration aus Gewebekulturen von Mais“) hervor, die in Nachrufen als eine bahnbrechende Entdeckung auf dem Gebiet der Biotechnologie gewürdigt wurde, eine Studie, die Phillips „schließlich in die Nationale Akademie der Wissenschaften brachte und im Laufe seiner Karriere viele weitere Forschungsmöglichkeiten eröffnete“ und zur Entwicklung gentechnisch veränderter Nutzpflanzen führte.
Auf seiner Website notierte er, im Laufe seiner Karriere habe er die Techniken der Pflanzengenetik und der Molekularbiologie miteinander verbunden, „um unser Verständnis der grundlegenden Biologie von Getreidepflanzen zu verbessern und diese Arten durch innovative Methoden zu verbessern.“ Sein Forschungsprogramm an der Universität von Minnesota war eines der ersten Programme der modernen Pflanzenbiotechnologie in der Landwirtschaft.

## Ehrungen
- 1985: Mitglied der American Association for the Advancement of Science[5]
- 1991: Mitglied der National Academy of Sciences[6]
- 2006: Wolf-Preis in Agrarwissenschaft

## Belege
1. 1 2   Nachruf auf legacy.com vom 1. September 2023.
2. ↑  C. E. Green und R. L. Phillips: Plant Regeneration from Tissue Cultures of Maize. In: Crop Science. Band 15, Nr. 3, 1975, S. 417–421, doi:10.2135/cropsci1975.0011183X001500030040x.
3. ↑  Shawn M. Kaeppler und Nathan Springer: Remembering Ronald L. Phillips: Pioneer in crop biotechnology, mentor, and humanitarian. In: PNAS. Band 121, Nr. 5, 2024, e2320943121, doi:10.1073/pnas.2320943121.
4. ↑  Ronald L. Phillips. Regents Professor Emeritus/former McKnight Presidential Chair in Genomics. (Memento vom 13. Februar 2016 im Internet Archive). Im Original publiziert auf der Website des Department of Agronomy and Plant Genetics der University of Minnesota.
5. ↑  American Association for the Advancement of Science: Historic Fellows.
6. ↑  National Academy of Sciences: Ronald L. Phillips. (Memento vom 10. Mai 2016 im Internet Archive). Im Original publiziert auf nasonline.org.

| Personendaten    | Personendaten                               |
| ---------------- | ------------------------------------------- |
| NAME             | Phillips, Ronald L.                         |
| KURZBESCHREIBUNG | US-amerikanischer Biologe und Biotechnologe |
| GEBURTSDATUM     | 1. Januar 1940                              |
| GEBURTSORT       | Huntington County, Indiana                  |
| STERBEDATUM      | 25. August 2023                             |